# Epiechinus hova
Epiechinus hova är en skalbaggsart som först beskrevs av Lewis 1885.  Epiechinus hova ingår i släktet Epiechinus och familjen stumpbaggar. Inga underarter finns listade i Catalogue of Life.